# Christinna Pedersen
Christinna Pedersen (Ålborg, 12 de maio de 1986) é uma jogadora de badminton dinamarquês, medalhista olímpica, especialista em duplas.

## Carreira

### Londres 2012
Christinna Pedersen representou seu país nos Jogos Olímpicos de Verão de 2012, conquistando a medalha de bronze, nas duplas mistas em 2012 com Joachim Fischer Nielsen.

### Rio 2016
Christinna Pedersen conquistou medalha de prata, nas duplas femininas ao lado de Kamilla Rytter Juhl.